# Hispidella
Hispidella, monotipski biljni rod iz porodice glavočika smješten u podtribus Hieraciinae, dio tribusa Cichorieae. Jedina je vrsta H. hispanica s Iberskog poluotoka
Rod je opisan u Encyclopédie Méthodique, Botanique 3: 134. 1789.

## Opis
Jednogodišnja biljka, po životnom obliku terofit (jednogodišnja biljka koja nepovoljno vegetacijsko razdoblje preživljavaju u obliku otporne sjemenke).

## Sinonimi
- Arctotis hispidella Juss. ex DC.
- Bolosia piloselloides Pourr. ex Willk.
- Hispidella barnardesii Cass.
- Hispidella hispanica f. tubuliflora P.Silva & Teles
- Hispidella welwitschii Rupr.
- Soldevilla setosa Lag.